# Mais im Bundeshuus : Le Génie helvétique
Pour plus de détails, voir Fiche technique et Distribution.
Mais im Bundeshuus : Le Génie helvétique est un film documentaire suisse réalisé par Jean-Stéphane Bron, sorti en 2003. 

## Synopsis
Une commission parlementaire élabore à huis clos une loi sur le génie génétique au Palais fédéral, à Berne. Le réalisateur filme les pourparlers stratégiques des parlementaires pendant leurs temps de pause.

## Fiche technique
- Réalisation : Jean-Stéphane Bron
- Montage : Karine Sudan
- Musique : Christian Garcia
- Pays d'origine : Suisse
- Format : 35 mm
- Genre : documentaire
- Durée : 90 minutes
- Date de sortie : 2003

## Récompenses et distinctions
- Le film a reçu le Prix du cinéma suisse 2004, dans la catégorie documentaire.